# Vanke
Vanke (forenklet kinesisk: 万科; traditionelt kinesisk: 萬科) er en kinesisk beboelsesejendoms-udviklingskoncern med hovedkvarter i Shenzhen, Guangdong. De er engageret i at udvikle, drive og sælge ejendomme i mere end 60 kinesiske byer. De er også tilstede i Hongkong, USA, Storbritannien og Malaysia. Det er den største aktionær i Shenzhen Metro.
Vanke blev børsnoteret på Shenzhen Stock Exchange i 1991 og blev etableret i 1984.